# SN 2005cw
SN 2005cw – supernowa typu II odkryta 11 lipca 2005 roku w galaktyce IC1439. W momencie odkrycia miała maksymalną jasność 18,50m.